# Karl-Ludwig Wetzig
Karl-Ludwig Wetzig (auch: Karl Wetzig, * 6. Oktober 1956 in Düsseldorf) ist ein deutscher Schriftsteller und Übersetzer.

## Leben
Karl-Ludwig Wetzig absolvierte ein Studium der Germanistik, Skandinavistik und Geschichte an den Universitäten in Bonn und Uppsala, das er mit dem Magistergrad abschloss. Anschließend war er Mitarbeiter des Sonderforschungsbereichs Die Literarische Übersetzung an der Universität Göttingen und Lektor am Goethe-Institut in Reykjavík. Wetzig lebt heute in Den Haag. Er ist tätig als freier Schriftsteller und Übersetzer von Belletristik und Sachbüchern aus dem Isländischen, Schwedischen, Norwegischen, Dänischen und Altnordischen ins Deutsche. Karl-Ludwig Wetzig ist Mitglied im Verband deutschsprachiger Übersetzer literarischer und wissenschaftlicher Werke sowie im PEN-Zentrum Deutschland.

## Auszeichnungen
2017: Übersetzerstipendium des Landes Niedersachsen. Mit dem Stipendium unterstützt dieses Bundesland die Arbeit von Wetzig, der die Septembernovelle  von Johan Bargum aus dem Finnlandschwedischen ins Deutsche übersetzt hat.

„Dem Germanisten und Skandinavisten gelingt es, den hohen Anforderungen des poetischen und vielschichtigen finnlandschwedischen Originals mit einer nuancierten Übersetzung von außerordentlichem Stilempfinden und großer sprachlicher Sorgfalt zu entsprechen.“

2023: Christoph-Martin-Wieland-Übersetzerpreis für die Roman-Übersetzung Dein Fortsein ist Finsternis des isländischen Autors Jón Kalman Stefánsson
2025: Zuger Übersetzer-Stipendium für die Übersetzung des Romans Sechzig Kilo Sonnentage (Sextíu kílo af sunnudögum) des isländischen Autors Hallgrímur Helgason

## Werke

### Veröffentlichungen
- Studienführer Schweden, Bonn 1988 (zusammen mit Katharina Schubert-Wetzig)
- Island, München 1997 (zusammen mit Fritz Dressler)
- Laos, Kambodscha, München 2001 (zusammen mit Martin Thomas und Martina Miethig)
- Nordeuropa-Studienführer, Bielefeld 2002
- Kanada, München 2004 (zusammen mit Christian Heeb)
- Island, München 2007 (zusammen mit Olaf Krüger)
- Neuseeland, München 2009 (zusammen mit Oliver Bolch)
- Windzeit, Wolfszeit. Berlin 2011 (unter dem Namen Karl Wetzig)

### Als Herausgeber
- Island. Klagenfurt 1999

### Übersetzungen
- Lena Andersson: Die Idylle von Stensby, Frankfurt am Main 2002
- Johan Bargum: Septembernovelle, Hamburg 2014
- Tor Bomann-Larsen: Amundsen, Hamburg 2007
- Elín Ebba Gunnarsdóttir: Jener Sommer in Island, Frankfurt am Main 2000
- Gerður Kristný: Die letzte Nacht des Jahres, Berlin 2011
- Guðbergur Bergsson: Vater, Mutter und der Zauber der Kindheit, Göttingen 2005
- Guðbergur Bergsson: Weihnachtsgeschichten aus der Jetztzeit, Göttingen 2001
- Gunnar Gunnarsson: Schwarze Vögel, Stuttgart 2009
- Gunnar Gunnarsson: Vikivaki, Berlin 2011 (übersetzt zusammen mit Helmut de Boor)
- Hallgrímur Helgason: Eine Frau bei 1000°, Stuttgart 2011
- Hallgrímur Helgason: 101 Reykjavík, Stuttgart 2002
- Hallgrímur Helgason: Rokland, Stuttgart 2006
- Hallgrímur Helgason: Vom zweifelhaften Vergnügen, tot zu sein, Stuttgart 2005
- Jón Kalman Stefánsson: Das Herz des Menschen. München 2013
- Jón Kalman Stefánsson: Himmel und Hölle, Stuttgart 2009
- Jón Kalman Stefánsson: Das Knistern in den Sternen, Leipzig 2005
- Jón Kalman Stefánsson: Das Licht auf den Bergen, Bergisch Gladbach 2003
- Jón Kalman Stefánsson: Der Schmerz der Engel, München [u. a.] 2011
- Jón Kalman Stefánsson: Der Sommer hinter den Hügeln, Bergisch Gladbach 2005
- Jón Kalman Stefánsson: Sommerlicht, und dann kommt die Nacht, Stuttgart 2008
- Jón Kalman Stefánsson: Verschiedenes über Riesenkiefern und die Zeit, Stuttgart 2006
- Jón Kalman Stefánsson: Dein Fortsein ist Finsternis, München 2023
- Ragnar Kvam: Heyerdahl, Hamburg 2012
- Annette Lindegaard: Am letzten Tag der Ewigkeit, Bergisch Gladbach 2002
- Ulla-Lena Lundberg: Eis, Hamburg 2014
- Ulla-Lena Lundberg: Sibirien. Stuttgart 2003
- Sigurgeir Sigurjónsson: Isländer, Reykjavík 2004
- Thorvaldur Thorsteinsson: Die große Suche des kleinen Blidfinn, München 2002
- Thorvaldur Thorsteinsson: Der kleine Blidfinn in großer Gefahr, München 2004
- Henrik Tikkanen: Brändövägen 8 Brändö, Berlin 2014
- Lars Amund Vaage: Die Kunst zu gehen, Dornach 2006